# LRI428 La X
LRI428 La X es una radio argentina, que opera desde la ciudad de Santa Fe y transmite a través de la frecuencia 103.5 MHz en FM para toda la zona centro de la provincia de Santa Fe.

## Historia
La radio pertenece a la Universidad Nacional del Litoral, junto con una emisora AM, LT10 Radio Universidad 1020 kHz. 
El permiso para operar la radio se obtuvo en el año 2000. La emisora comenzó sus emisiones el 19 de septiembre de 2001, en la frecuencia 107.3 MHz. En abril de 2013, por disposición del entonces AFSCA (actual ENACOM),  se cambió a la frecuencia 103.5 MHz.